# Alexis Vonarb
Alexis Vonarb est un producteur de cinéma français né le 6 février 1972 à Mulhouse.

## Biographie
Après des études de droit, il entre à la Femis, département production, dont il sort diplômé en 1999.

## Filmographie
- 2005 : Nordeste de Juan Diego Solanas
- 2006 : Renaissance de Christian Volckman
- 2006 : La Jungle de Matthieu Delaporte
- 2006 : L'Éclaireur de Djibril Glissant
- 2007 : La León de Santiago Otheguy
- 2006 : Les Enfants de Timpelbach de Nicolas Bary
- 2010 : Sweet Valentine d'Emma Luchini
- 2011 : The Prodigies d'Antoine Charreyron
- 2012 : Upside Down de Juan Solanas
- 2012 : Le Prénom d'Alexandre de La Patellière et Matthieu Delaporte
- 2015 : Mune : Le Gardien de la Lune de Benoît Philippon et Alexandre Heboyan
- 2015 : Le Petit Prince de Mark Osborne
- 2019 : Playmobil, le film de Lino DiSalvo

## Distinctions

### Récompenses
- César 2016 : César du meilleur film d'animation pour Le Petit Prince